# Jean Sallier
Jean Sallier (* 7. Juli 1806 in Aix-en-Provence; † 2. Januar 1861 in der Grande Chartreuse) war ein französischer römisch-katholischer Geistlicher, Kartäuser und Mystiker.

## Leben

### Der verhinderte Mönch
Uldaric Sallier entstammte mütterlicherseits einer provenzalischen Adelsfamilie und väterlicherseits einer begüterten Juristenfamilie. Sein Vater François Sallier (1767–1831) war von 1802 bis 1806 Bürgermeister von Aix, wo eine Straße nach ihm benannt ist. Uldaric wuchs in Aix und auf dem Familienschloss Vauclaire in Meyrargues auf. Mit elf Jahren erlebte er den Tod seines älteren Bruders (an den Spätfolgen eines Unfalls). Im Kontakt mit Eugen von Mazenod, Bischof Pierre-Ferdinand de Bausset-Roquefort (1757–1829), Bischof François Melchior Charles Bienvenu de Miollis‚ dem Jesuiten Nicholas Tuite MacCarthy (1769–1833) und weiteren Geistlichen übte er sich früh in Frömmigkeit und fühlte sich ab dem Alter von 17 Jahren zur Abgeschiedenheit berufen, stieß aber auf den erbitterten Widerstand beider Eltern. Auf ihren Wunsch setzte er sein Theologiestudium im berühmten Seminar Saint-Sulpice in Issy-les-Moulineaux fort (wo er François Libermann zum Kommilitonen hatte), wurde aber durch die Julirevolution von 1830 zur Rückkehr in die Heimat gezwungen.

### Flucht in die Kartause
Nach dem Tod seines Vaters wurde er 1832 zum Diakon geweiht. Da seine Mutter weiterhin gegen einen Klostereintritt war, floh er 1833 aus dem Seminar in Aix und wanderte zu Fuß über Grenoble in die Kartause Grande Chartreuse. Dort wurde er vom Generaloberen Jean-Baptiste Mortaize (1798–1870) freundlich aufgenommen und nach einem Monat Postulat am 5. Oktober 1833 eingekleidet. Er nahm den Ordensnamen Jean (nach Johannes dem Täufer) an. Ende 1833 wurde er in Grenoble zum Priester geweiht, legte 1834 die Gelübde ab und wurde sogleich zum Novizenmeister befördert.

### Collegno, Montrieux und Tod in der Grande Chartreuse
1838 schickte man ihn zur Stabilisierung des dortigen Konvents in die Kartause Collegno im Westen von Turin. In der eigentlichen Mission scheiterte er, da er nicht zum Ordensoberen taugte. Aber er gewann einen Verehrer und Freund in der Person des Königs Karl Albert von Sardinien-Piemont. Von 1841 bis 1846 war er dort Novizenmeister (und reiste auch einmal in die Certosa von Pavia). Seine Mutter, die ihn in der Grande Chartreuse und in Collegno mehrmals besucht hatte, starb 1846. Er selbst, inzwischen taub, wurde in die Grande Chartreuse zurückgerufen und 1847 in die wenige Jahre zuvor zurückgekaufte Kartause Montrieux bei Toulon versetzt. Dort blieb er zehn Jahre lang, doch sorgte sein wachsender Ruf der Heiligkeit für Unruhe, so dass der neue Generalobere Charles Marie Saisson (1806–1877) ihn 1857 zurückholte. Drei Jahre später starb er in der Grande Chartreuse an Magenkrebs. Er hinterließ verschiedene Schriften, die ungedruckt sind, sowie 1500 Briefe.

### Würdigung
Sallier hat einmal gesagt, außerhalb des Klosters fühle er sich wie ein Fisch ohne Wasser. Damit entsprach er dem im 19. Jahrhundert nicht untypischen Ideal einer Frömmigkeit, die ganz in Kontemplation und Selbstabtötung (französisch: „la haine de soi“), Kasteiung und Entbehrung aufging. Als Märtyrer dieses Ideals hat sein Name den Weg in die Liste der bedeutenden Vertreter der Spiritualität gefunden, obwohl er nie eine Zeile veröffentlicht hat. Für die Zeitgenossen verkörperte er das Ideal in so vollkommener Weise, dass ihn sein ganzes Leben lang ihr Urteil wie ein Etikett begleitete: „un saint“ (ein Heiliger).